# Chōsei Oyadomari

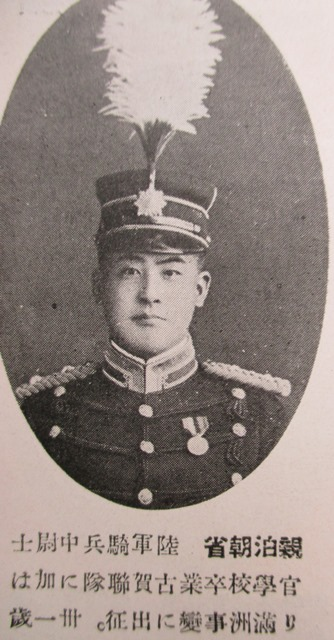
Chōsei Oyadomari, aos 31 anos

Chōsei Oyadomari (japonês: 親泊朝省 / おやどまりちょうせい Oyadomari Chōsei), 18 de setembro de 1903 - 3 de setembro de 1945) foi um militar japonês, e membro do grupo étnico Ryukyuano. Seu sobrenome de nascença era Mukai, nasceu na Prefeitura de Okinawa e era um descendente distante da família real da dinastia Shō de Ryuku.  Ele se formou  no Departamento de Cavalaria da 37ª turma da  Escola de Oficiais do Exército Imperial Japonês. Ele serviu como instrutor na Escola de Oficiais do Exército, foi chefe do Departamento de Imprensa do Departamento do Exército do Quartel-General Imperial e oficial de inteligência do Quartel-General Imperial. Sua patente final foi Coronel do Exército.  Ele cometeu suicídio com sua esposa e filhos após o fim da Segunda Guerra Mundial.

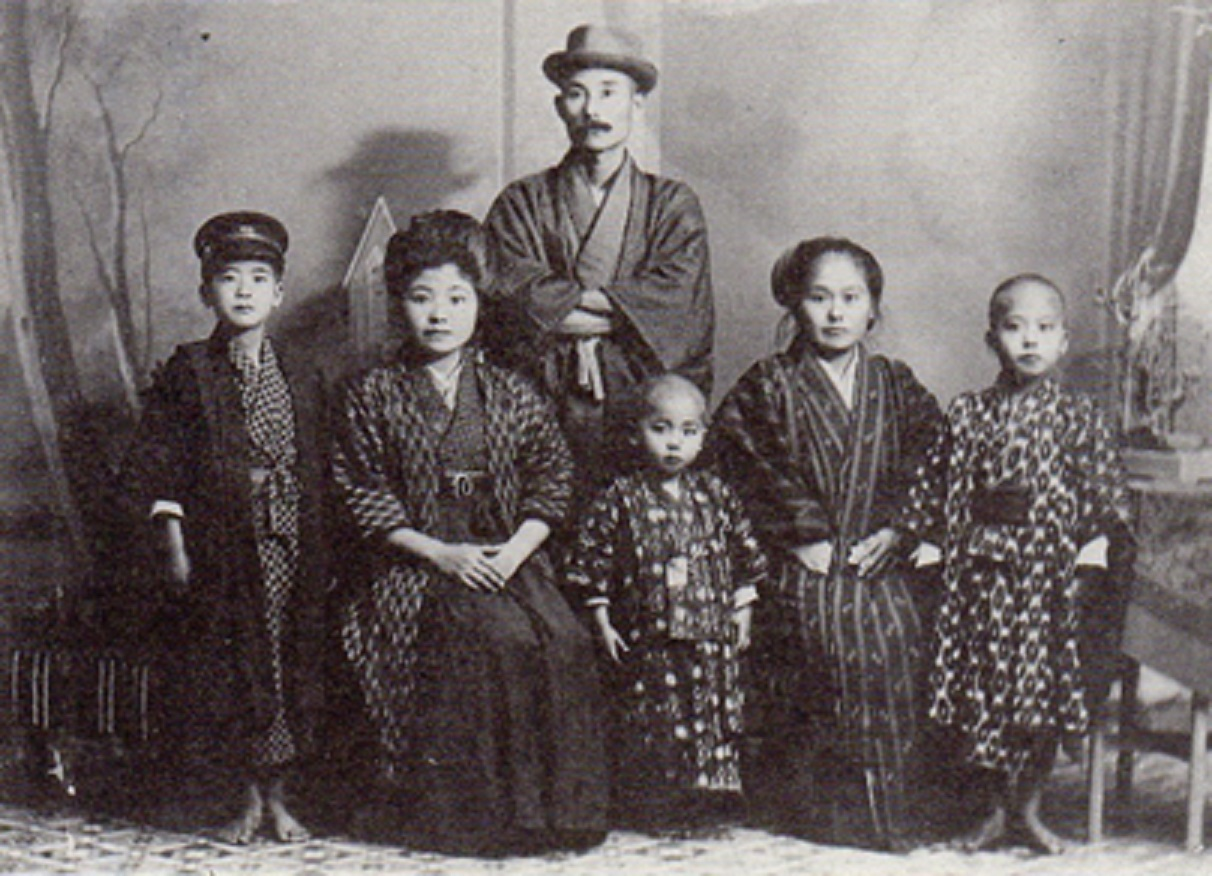
Uma foto de família de Oyadomari Chōsei na infância, em pé à esquerda

Chōsei Oyadomari era descendente do deposto príncipe herdeiro Sho Ikyou (Príncipe Choman de Urasoe), o filho mais velho do rei Sho Shin, o terceiro rei da Segunda Dinastia Sho do Reino Ryukyu, e um membro da família Oyadomari do clã Mukai .Seu pai Oyadomari Chosho e seu segundo irmão Oyadomari Choshin eram ambos educadores. A esposa de seu segundo irmão era Sho Yoshiko, a quinta filha do barão Sho Jun, a quarta filha do último rei do Reino Ryukyu, Sho Tai. Seu terceiro irmão era Oyadomari Chokei. Sua irmã mais velha Oyadomari Tsuru casou-se com Miyagi Shinjo, um empresário do ramo pesqueiro, e teve duas filhas, Asako e Michiko. O marido de Michiko foi Shoaki, neto de Sho Tai.

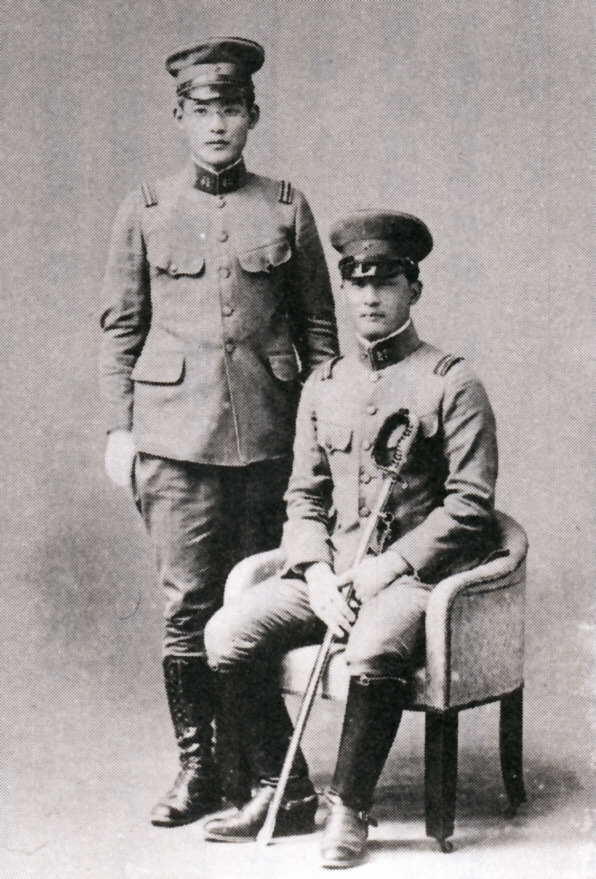
Saburō Suganami (esquerda) e Chōsei Oyadomari

Chōsei Oyadomari nasceu em  Onaka-cho, Shuri, prefeitura de Okinawa, Japão, anteriormente Reino de Ryukyu. Era o filho mais velho de Chosho e sua mãe Ushi (Okinawano:ウシ), que tiveram 5 filhos no total.  Ele primeiro frequentou a Escola Primária Ogimi, onde seu pai era o diretor. Mais tarde, ele frequentou a Escola Secundária Júnior da Prefeitura de Okinawa (agora Escola Secundária Shuri da Prefeitura de Okinawa), e dois anos depois foi transferido para a Escola Júnior do Exército de Kumamoto, onde conheceu seu amigo de longa data Suganami Saburo. Mais tarde, eles frequentaram a Academia do Exército em Ichigaya, Cidade de Tóquio. Ele se formou no curso preparatório em 1923 e tornou-se candidato a oficial não comissionado no 2º Esquadrão do 27º Regimento de Cavalaria Ronan. Em 1925, ele se formou com o primeiro lugar no departamento de cavalaria e retornou à sua unidade original.
Em 1930, Chōsei casou-se com a irmã de Suganami Saburo, Eiko. Em setembro de1931 o Incidente da Manchuria eclodiu, e Oyadomari e seguiu com exército para a China. Em 1934, tornou-se líder de esquadrão do 25º Regimento de Cavalaria. No ano seguinte, nasceu sua filha mais velha, Yasuko. Um ano depois, serviu como instrutor de equitação na Universidade do Exército e, no ano seguinte, foi promovido a ajudante do Estado-Maior. Em 1939, foi promovido a major da cavalaria . No ano seguinte, formou-se na faculdade júnior da Universidade do Exército e, em agosto, tornou -se chefe do Estado-Maior da 38ª Divisão , lutando em Guangdong, China durante a Segunda Guerra Sino Japonesa. No mesmo ano, nasceu seu filho mais velho, Asakuni. No ano seguinte, ele seguiu o exército para atacar Hong Kong, e no ano seguinte foi para a Ilha de Java (hoje Indonésia ) nas Índias Orientais Holandesas para participar da Campanha de Java. Mais tarde, durante as ofensivas americanas da Guerra do Pacífico, acompanhou o exército japonês e defendeu a Ilha de Guadalcanal após o outono daquele ano. Devido à extrema escassez de alimentos e à epidemia , o exército decidiu se retirar em fevereiro do ano seguinte.
Em 1943, Oyadomari retornou a Tóquio, Japão, e serviu como instrutor na Academia do Exército. No ano seguinte, foi nomeado para o Departamento de Inteligência do Estado-Maior Imperial. Ele serviu como chefe do Departamento de Imprensa e Oficial de Inteligência do Gabinete de Inteligência. Suas funções incluíam fornecer notícias de guerra para agências de notícias civis. Durante esse período, os anúncios do Gabinete de Imprensa eram imprecisos e minimizavam os danos sofridos pelo exercito e marinha japonesa, e contra a sua vontade, não pode relatar a situação real ao público, tornando o seu trabalho um fardo extremamente difícil.

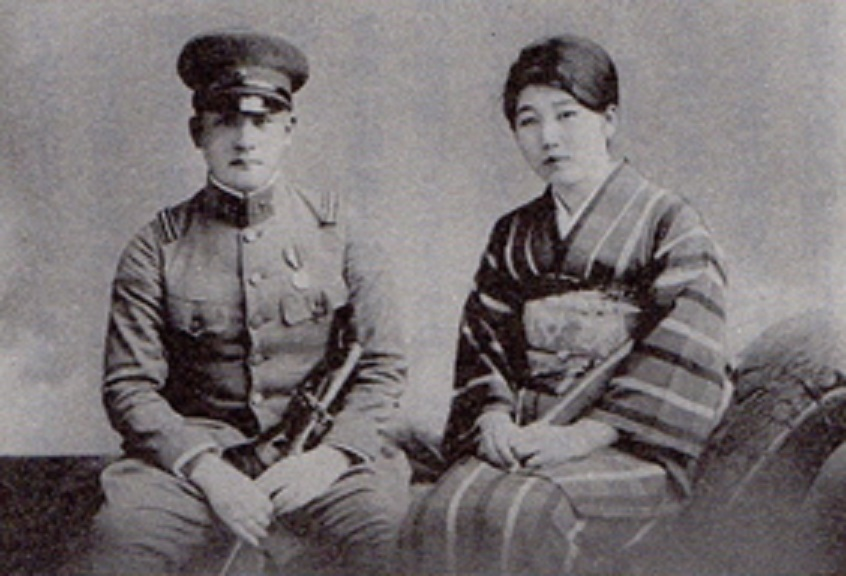
Oyadomari Chōsei e sua esposa, Eiko.

Em 1945, Oyadomari foi promovido ao posto de coronel do exército. Em 15 de agosto do mesmo ano, o Imperador Showa emitiu o Edito Imperial sobre o Término da Guerra. Como soldado do exército, Oyadomari refletiu profundamente sobre as atrocidades da guerra, e começou a escrever " Escritos populares " (em japonês:草莽の文 - Sōmō no bun), criticando as atrocidades e o militarismo do exército japonês. Foi impresso em 20 de agosto 1945. O Império do Japão se rendeu em 2 de setembro de 1945. Na manhã seguinte, em seu apartamento em Tóquio, ele vestiu um uniforme militar e deu cidra com cianeto de potássio para matar sua filha de dez anos, Yasuko, e seu filho de cinco anos, Asakuni. Ele então atirou em sua esposa Eiko, que estava vestida com traje formal e maquiagem leve, e depois atirou em si mesmo no coração.
O livro, Sōmō no bun, consiste em mais de 21.000 caracteres, escritos em 53-54 páginas de papel manuscrito, é uma nota de suicídio de Chōsei Oyadomari. O livro expressa a reflexão de um soldado do exército japonês que participou pessoalmente da guerra, sobre a brutalidade das ações do exército japonês, e suas percepções sobre o que seria o Japão sob a ocupação dos aliados. Em seus últimos dias, Chōsei sentia remorso das ações do exército expedicionário japonês, especialmente pela matança de pessoas inocentes, estupros e saques na China de 1937 a 1938, e o desprezo com o qual o exercito japonês tratou os chineses, que eram do "mesmo grupo étnico" (orientais). 
No quarto capítulo, ele mencionou conteúdo sobre o Massacre de Nanquim, criticando a brutalidade e o despotismo do exército japonês, dizendo que o Incidente de 18 de setembro e o Incidente de 7 de julho foram todos causados pelas ações arbitrárias dos líderes militares. Ele acreditava que as atrocidades do exército japonês beneficiavam apenas os líderes militares, mas destruíam a autoridade do exército imperial, desencadeavam o confronto entre o exército e a marinha, que gradualmente perdiam o apoio dos oficiais, do exército e do povo. Além disso, países ao redor do mundo desconfiavam do Japão por causa das atrocidades do exército japonês. O livro revelou alguns fatos ocultados pelo governo japonês que só seriam revelados durante o Tribunal de Tóquio.